# Uovo di lapislazzuli
L'Uovo di lapislazzuli è un uovo di Pasqua gioiello che fu fabbricato a San Pietroburgo, per conto del gioielliere russo Peter Carl Fabergé.

## Proprietari
La storia di quest'uovo non è nota, non si sa quando è stato acquistato da India Early Minshall, che negli anni '30 era uno dei cinque importanti collezionisti americani di Fabergé, proprietaria anche dell'Uovo della Croce Rossa del 1915.
Nel 1965 India lasciò l'uovo in eredità al Cleveland Museum of Art.

## Descrizione
L'uovo è fatto di lapislazzuli, oro, smalto blu, bianco e giallo, perle, rubini e diamanti; non ha marchi di 
Fabergé visibili.
Il guscio in lapislazzuli giace su un fianco e si apre orizzontalmente in due metà incernierate, rivelando l'interno smaltato di bianco a rappresentare l'albume ed un tuorlo smaltato di giallo opaco.
Le due metà dell'uovo sono chiuse da un fermaglio e decorate da una fila di perline sul bordo. 

### Sorpresa
Il tuorlo è incernierato e al suo interno è celata una corona imperiale in miniatura in platino, tempestata di diamanti, con all'interno un pendente di rubino.

## Ispirazione

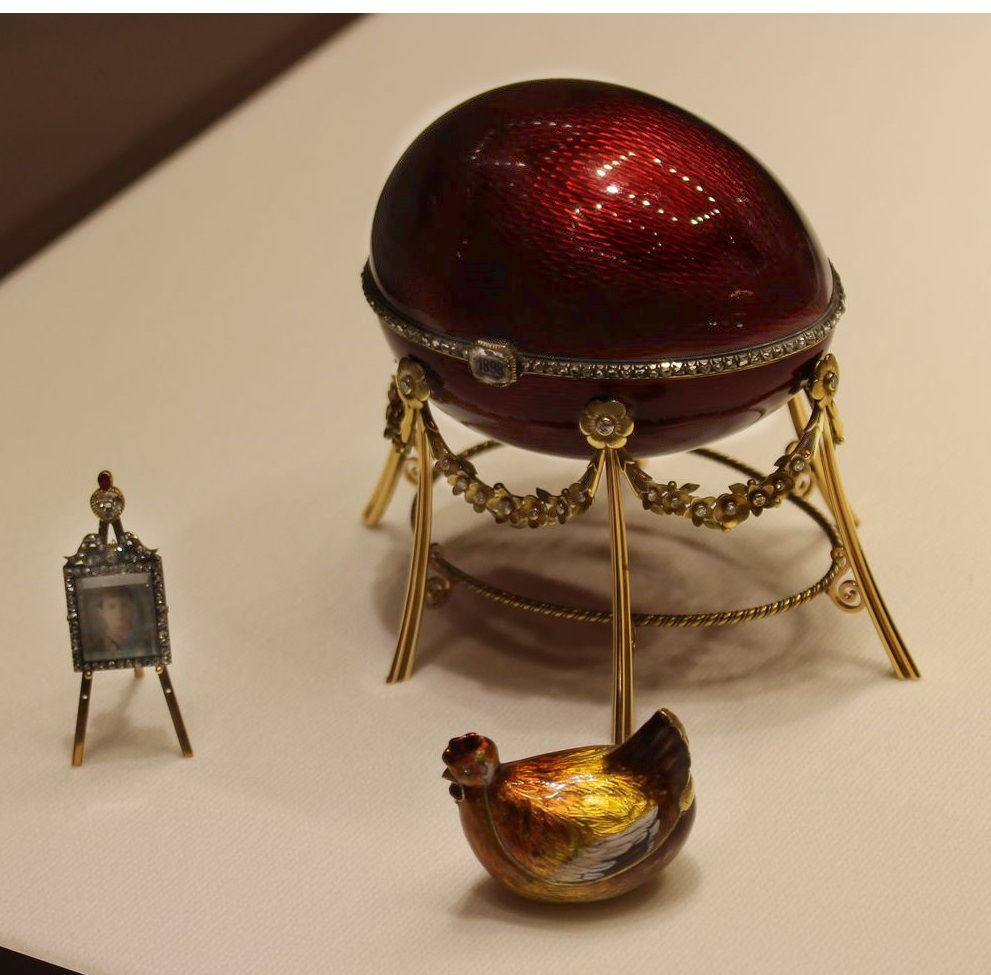
Uovo con gallina per Kelch con le sorprese.

L'Uovo di lapislazzuli è pressoché identico all'Uovo con gallina per Kelch, realizzato da Michael Perkhin tra il 1899 e il 1903, ed è molto simile all'Uovo scandinavo.
Anche l'Uovo con gallina del 1885, il primo della serie imperiale, ha la stessa ispirazione naturalistica.